# Elisabeth Blum (Architektin)
Elisabeth Blum (* in Hilterfingen; heimatberechtigt in Pfaffnau) ist eine Schweizer Architektin und freischaffende Autorin, publiziert seit Jahren im Forschungsfeld Architektur, urbane Atmosphären und Stadtperspektiven.

## Leben und Wirken
Elisabeth Blum studierte und promovierte an der Architekturfakultät der ETH Zürich, wo sie vorerst als Assistentin für Bildnerisches Gestalten (Peter Jenny) sowie Geschichte und Theorie des Städtebaus (André Corboz) arbeitete. 1991–1996 lehrte sie als Gastdozentin und Assistenzprofessorin an der ETH Zürich, als Visiting Critic an der Syracuse University NY und danach an der Zürcher Hochschule der Künste (ZHdK). Sie gehört zur Gründungs-Clique der Künstlergruppe »diehasena« und partizipierte an vielen Kunstausstellungen und Interventionen.
1985–1996 war sie Mitinhaberin des Architekturbüros Blum und Blum in Zürich. 2002–2005 war sie Beiratsmitglied am ifg (Internationales Forum für Gestaltung) Ulm, 1998–2007 Mitglied der Stadtbaukommission Luzern, 2013–2021 der Stadtbaukommission Sursee. Seit den 1990er Jahren ist sie fortlaufend tätig als Jurorin in Architekturwettbewerben. 2007–2009 initiierte und leitete sie am ZHdK Institut design2context (Ruedi Baur) das SNF (Schweizerischer Nationalfonds) Forschungsprojekt «StadtLabor Luzern. Atmosphäre. Untersuchungen zu einem Begriff». Seit dem Tod ihres Partners Peter Neitzke 2015 ist sie Mitherausgeberin der Buchreihe «Bauwelt Fundamente» zur Geschichte und Theorie von Architektur und Städtebau. Nach zahlreichen Fachpublikationen erschien 2022 ihr belletristisches Werk «Prekäre Komplizenschaft. Die Wörter, das Sprechen, die Stadt.»
Elisabeth Blum lebt und arbeitet in Zürich.

## Publikationen

### Autorin
- Le Corbusiers Wege. Wie das Zauberwerk in Gang gesetzt wird. Birkhäuser, Basel 1995, 3. Auflage 2001, ISBN 978-3-7643-6496-0.
- Le Corbusier’s Paths. How the magic is set in motion. ETH Zürich, 2024
- Ein Haus, ein Aufruhr. Anmerkungen zu Zaha Hadids Feuerwehrhaus. Vieweg, Braunschweig und Wiesbaden 1997, ISBN 978-3-528-08142-3.
- Schöne neue Stadt. Wie der Sicherheitswahn die urbane Welt diszipliniert. Birkhäuser, Basel 2003, ISBN 978-3-7643-6250-8.
- Atmosphäre. Hypothesen zum Prozess räumlicher Wahrnehmung. Müller, Baden 2010, ISBN 978-3-03778-235-4.
- Prekäre Komplizenschaft. Die Wörter, das Sprechen, die Stadt. verlag die brotsuppe, Biel 2022, ISBN 978-3-03867-068-1.

### Herausgeberin
- Wem gehört die Stadt? Armut und Obdachlosigkeit in den Metropolen. Lenos, 1996, ISBN 978-3-85787-256-3.
- Schatzbox. 64 Geschichten. Edition 381, Zürich, überarbeitete Neuauflage 2020, ISBN 978-3-907110-10-2

### Mitherausgeberin
- mit Peter Neitzke: Boulevard Ecke Dschungel. StadtProtokolle. Edition Nautilus, Hamburg 2002, ISBN 978-3-89401-397-4.
- mit Peter Neitzke: FavelaMetropolis. Berichte und Projekte aus Rio de Janeiro und São Paulo. (Bauwelt Fundamente. Nr. 130). Birkhäuser, Basel, Boston, Berlin 2004, ISBN 3-7643-7063-7.
- mit Peter Neitzke: Dubai. Stadt aus dem Nichts. Ein Zwischenbericht über die derzeit grösste Baustelle der Welt. (Bauwelt Fundamente. Nr. 143). Birkhäuser, Basel, Boston, Berlin 2009, ISBN 978-3-7643-9952-8.
- Bauwelt Fundamente: Buchreihe zu Geschichte und Theorie von Architektur und Städtebau. Verlag Birkhäuser, Basel, Boston und Berlin, ab 2015.

### Buch- und Zeitschriftenbeiträge (Auswahl)
- Strategien des radikalen In-Stimmung-Versetzens. Die Abramović-Methode. In: Wien Modern 33, Stimmung, Festival-Katalog, Wien 2020, ISBN 978-3-9054349-4.
- Im Rausch der schrägen Bilder. In: A. Söder, K. Schmitz-Hübsch, A. Janson (Hrsg.): Unerkannte Räume. Sechs Experimente im Grenzbereich der Architektur. Jovis Verlag, Berlin 2015, ISBN 978-3868593617.

- Synästhetische Dimensionen alltäglicher Raumerfahrungen. In: Wolkenkuckucksheim, Internationale Zeitschrift für Theorie der Architektur, Jg. 18, Heft 31, 2013.
- Mit Peter Neitzke: Baustelle Dubai. Ein urbanes Implantat in der Wüste. In: Moloch, Kiez & Boulevard: Die Welt der Städte. Edition Le Monde diplomatique, No. 14, 2014.
- Dialectics without Reconciliation. How Urbanism lags behind Urban Reality. In: Yana Milev (ed. D.A.): A Transdisciplinary Handbook of Design Anthropology. Frankfurt am Main, Berlin, Bern, Bruxelles, New York, Oxford, Wien, 2013, ISBN 978-3-631-61906-3
- Unheimliche Wirkungen. Zu Cindy Shermans Inszenierungen. (dt./engl.) In: Institut Design2context, Ruedi Baur (Hrsg.): Orientierung / Desorientierung. Baden 2010, ISBN 978-3-03778-133-3
- City - Space - Identities in the 21st Century. Opening Panel Paper NECE European Conference about Cities and Urban Spaces. Trieste, Italy 2010.
- Mit Peter Neitzke: Dubai. Ein Zwischenbericht. In: dérive, Zeitschrift für Stadtforschung, Heft 35, April/Juni, Wien 2009.
- Zukunftslaboratorium Rio de Janeiro. Über die Arbeit von Jorge Mario Jauregui. In: archithese. Internationale Zeitschrift und Schriftenreihe für Architektur, 2007.
- Mit Peter Neitzke: Echos, Sporen, Metaphern, Samen. Rem Koolhaas‘ Ausstellung „Mutations“ in Bordeaux über urbanistische Strategien und soziale Tatsachen. In: Frankfurter Rundschau, 15. Februar 2001.
- Feuerwände. Groteske Körper, perfekte Räume: Zu Magnus Wallins bedrohlichem Stadtvideo. In: Der Architekt. Zeitschrift des Bundes Deutscher Architekten BDA, Nr. 8, August 2001.
- Mit Peter Neitzke: Die Stadt als Geschichtsvernichtungsort. Ein Gespräch mit dem Schriftsteller Robert Menasse. In: Frankfurter Rundschau, 20. Oktober 2001.
- Mit Peter Neitzke: Die Stadt wird ein zutiefst inhomogener Raum werden. Ein Gespräch mit Roger Willemsen. In: CENTRUM. Jahrbuch Architektur und Stadt 2001–2002, Darmstadt, 2001, ISBN 3-935243-08-1.
- Armut als Delikt. Ein Gespräch mit dem in Berkeley lehrenden Sozialwissenschafter Loïc Wacquant. In: Mittelweg 36. Zeitschrift des Hamburger Instituts für Sozialforschung. 10. Jahrgang, Dezember 2001 / Januar 2002.
- Anonymität positiv ins Gespräch bringen. Interview in: anthos. Zeitschrift für Landschaftsarchitektur, Nr. 3 / 00, ISBN 3-7212-0382-8, ISSN 0003-5424.
- Ausbruch in die Wirklichkeit. Neue Aktualität der Living City von Archigram. In: NZZ Neue Zürcher Zeitung, Beilage: Planen, Bauen, Wohnen, 6. Oktober 2000.
- Man muss einfach zur Kenntnis nehmen, was real passiert. Interview. In: SI+A Schweizer Ingenieur und Architekt, 23. April 1999.
- Subversion des Schönen. In: CENTRUM. Jahrbuch Architektur und Stadt 1999–2000, Basel 2000, ISBN 3-7643-6076-3.
- Wohin setze ich meinen Kuss? In: A. V. Heiz und M. Pfister (Hrsg.): Dazwischen – beobachten und unterscheiden. Edition Museum für Gestaltung, Zürich 1998, ISBN 978-3907065792.
- An Urban Pilot Project. In: transcity. Die Stadt des 21. Jahrhunderts. Studentische Publikation an der Architekturabteilung der ETH Zürich, Nr. 1/1997, S. 143ff.
- Ob sich erneut ein Aufstand lohnt? In: CENTRUM. Jahrbuch Architektur und Stadt 1995, Braunschweig/Wiesbaden 1995, ISBN 3-528-08804-4.

### Kunstaktionen, Ausstellungen, filmische Beiträge (Auswahl)
- Die Köpfe – Der Tanz – Die Vögel. 2024.
- Intervention diehasena: Bilder 'squatten'. Ein Museum in Bewegung durchwühlt alle 14 Tage mit 18 Performances von 18 Künstlerinnen die Stadt Chur. in Koproduktion mit dem Theater Chur, 2013.
- 3 Kurzfilme diehasena: 14 Räume für die Kunst oder wenn es dunkel wird im Tal. Auf der Suche nach Argumenten des Atmosphärischen, 2011.
  - Film 1: Ich sehe was, was Du nicht siehst. Mit Fred van der Kooij.
  - Film 2: Improvisationen im Gebirg. Mit Cornelia Bruggmann.
  - Film 3: Herzereignis. Mit Wolfram Frank.

- Gespräch mit Elisabeth Blum und Quintus Miller: Atmosphäre in der Architektur - Nachdenken über einen diffusen Begriff. DRS 2 Reflexe, 2010.
- StadtLabor Luzern - Atmosphäre. Ein SNF-Forschungsprojekt (2007/2008). 37 Videointerviews an 17 Orten in der Stadt Luzern.
- Radio-Interview zum Buch «Schöne neue Stadt». DRS 2 Reflexe, Februar 2004.
- Ausstellung: 8006 Les Bains. swisstag Haus, mit Erika Bänziger, Elisabeth Blum, David Chieppo, Dieter Hall, Bruno Jakob, Marianne Müller, Katja Schenker, Christian Schwarz, 2003.
- Rosannas Welt. 135 kommentierte Kinderzeichnungen der 5-jährigen Rosanna. Hrsg. von Elisabeth Blum, Inge Blum und Matthias Kuhn. Zürich, St. Gallen 2003.
- Fotoausstellung Galerie DWLV, zusammen mit Patricia Bucher, David Chieppo, Annelise Coste, Vevey 2003.
- tortues nageant. Fotos am übersee Symposium, 2000.
- Performance diehasena: Phontaine Phon mir aus: 1 – Modell. Mit Inge Blum, Urs Blum, Peter Neitzke, Vaduz 1997.
- 3 Filmbeiträge, mit Michael Schmitt und Peter Neitzke, 3sat Kulturzeit 1996:
  - Rekonstruktion der Schinkelschen Bauakademie in Berlin.
  - Agonie des Architektenberufs.
  - Leere Türme‘ in den Städten.

- Interview zum Buch «Wem gehört die Stadt», 3sat Kulturzeit 1996.
- Einzelausstellung (Zeichnungen) im Kunsthaus Glarus 1989.
- 3 Interventionen «EinGriff in die Intimsphäre». diehasena:
  - «EinGriff in die Intimsphäre I» - Présence absolue I. Genève 1987.
  - «EinGriff in die Intimsphäre II» - Présence absolue II. Chur 1987.
  - «EinGriff in die Intimsphäre III»: Ausstülpung der geometrischen Form eines Hotelzimmers in den städtischen Raum im Massstab 1:1. Chur 1984.

- Realchiffren: Zeichnungen und Bilder in der Galerie Ursula Wiedenkeller. Ausstellung zusammen mit Urs Blum 1985.
- Performance: 19 Vorträge für die Kunst. Shedhalle Zürich 1985.

## Belege
1. ↑  Verlag Die Brotsuppe: Verlagstext zu Autorin Elisabeth Blum. Abgerufen am 7. Juni 2025.
2. ↑  Visiting Critics. Abgerufen am 7. Juni 2025 (englisch).
3. ↑  Zürcher Hochschule der Künste, Medienarchiv: Elisabeth Blum. Abgerufen am 7. Juni 2025.
4. ↑  die hasena - jeder hase lebt utopisch. Abgerufen am 7. Juni 2025.
5. ↑  Verlag Die Brotsuppe: Verlagstext zu Autorin Elisabeth Blum. Abgerufen am 7. Juni 2025.
6. ↑  AS Schweizer Architektur: Doppelhaus in Genf. In: AS Schweizer Architektur. Abgerufen am 7. Juni 2025.
7. ↑  Unschärfe Blur - Veranstaltungen 2004 des IFG Ulm. Abgerufen am 7. Juni 2025.
8. ↑  Stadt Luzern: Stadtbaukommission Mutationen Medienmitteilung. Abgerufen am 7. Juni 2025.
9. ↑  StadtLabor Luzern. Atmosphäre. Untersuchungen zu einem Begriff. Abgerufen am 7. Juni 2025.
10. ↑  Bauwelt Fundamente, Verlagstext. Birkhäuser, abgerufen am 7. Juni 2025.
11. ↑  Elisabeth Blum: Prekäre Komplizenschaft. Die Wörter, das Sprechen, die Stadt. verlag die brotsuppe, Biel 2020, ISBN 978-3-03867-068-1.
12. ↑  Verlag Die Brotsuppe: Verlagstext zu Autorin Elisabeth Blum. Verlag Die Brotsuppe, abgerufen am 7. Juni 2025.

| Personendaten    | Personendaten                                                                |
| ---------------- | ---------------------------------------------------------------------------- |
| NAME             | Blum, Elisabeth                                                              |
| KURZBESCHREIBUNG | Schweizer Architektin, Zeichnerin, Fotografin, Autorin und Hochschullehrerin |
| GEBURTSDATUM     | 20. Jahrhundert                                                              |
| GEBURTSORT       | Hilterfingen, Schweiz                                                        |